# برکه طولی
برکه طولی مربوط به دوره صفوی - دوره قاجار است و در بندرعباس، بلوار پاسداران، سه راهی ۲۲ بهمن واقع شده و این اثر در تاریخ ۲۵ اسفند ۱۳۷۹ با شمارهٔ ثبت ۳۰۵۸ به‌عنوان یکی از آثار ملی ایران به ثبت رسیده است.